# Bergbau im Rhein-Kreis Neuss

Städte und Gemeinden im Rhein-Kreis Neuss.

Die Bergbau im Rhein-Kreis Neuss fokussiert sich auf die Förderung von Braunkohle im Tagebau.  

## Geschichte

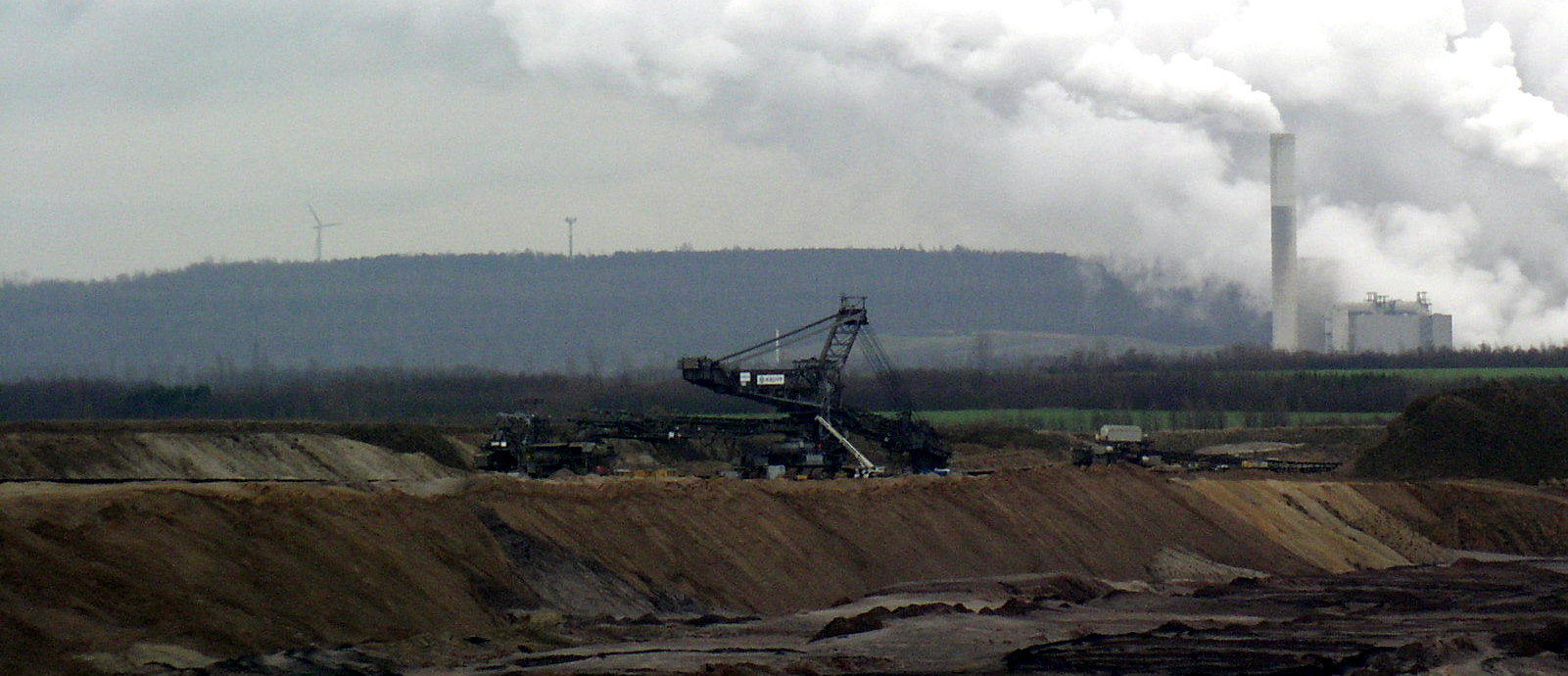
Vollrather Höhe, Grevenbroich.

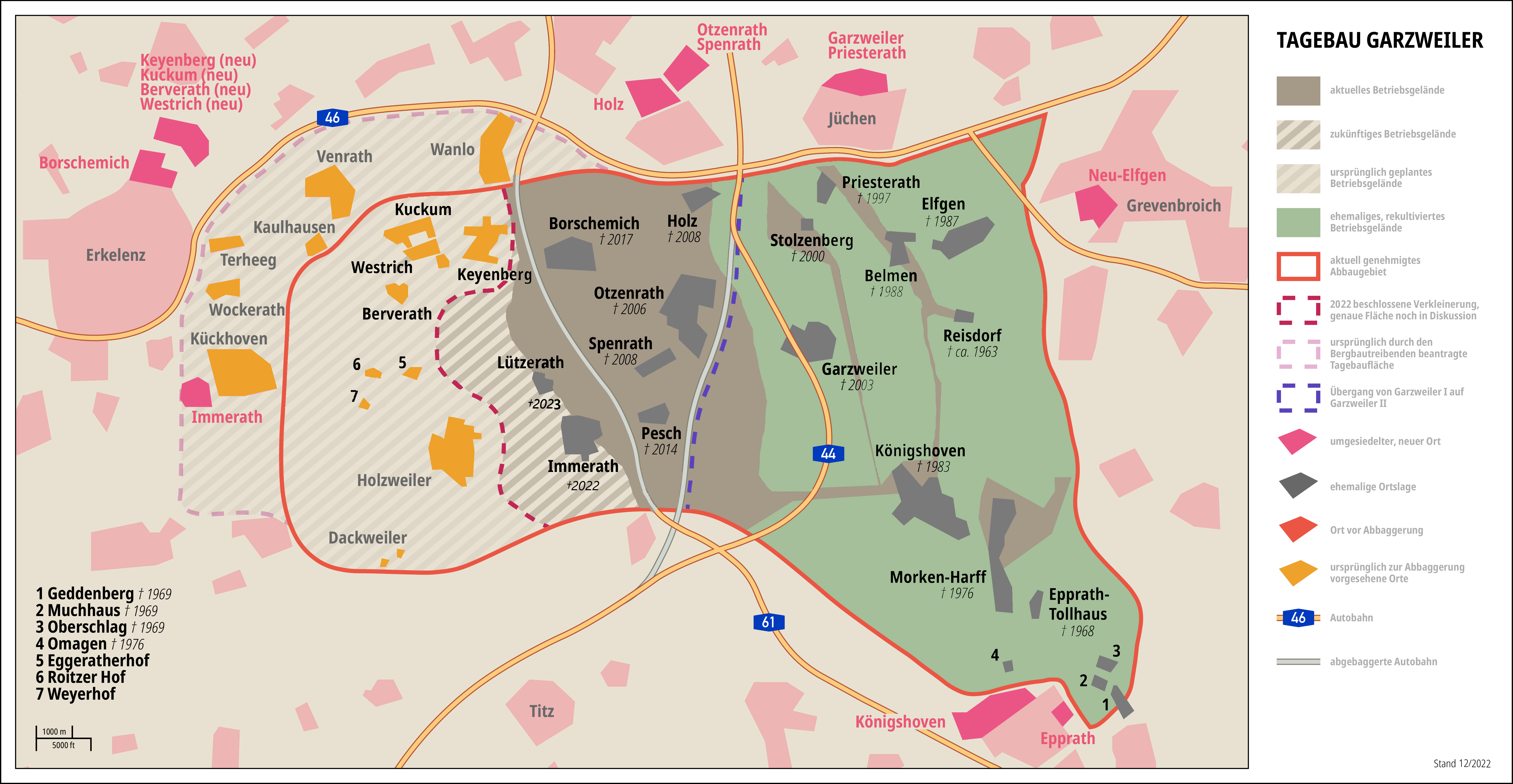
Westwanderung des Abbaus

Das Rheinische Revier ist das größte Braunkohlen-Abbaugebiet Europas. Zu ihm gehören die Kreise Düren, Euskirchen, Heinsberg, der Rhein-Erft-Kreis und der Rhein-Kreis Neuss, die Städteregion Aachen und die Stadt Mönchengladbach.
Im Jahr 1868 stieß man in Neurath beim Brunnenbohren auf Braunkohle. Im Feld Neurath wurde eine untertägige Grube aufgefahren, die aber bereits 1869 wieder geschlossen wurde. Die „Grube Rheingold“, später in Grube Neurath umbenannt, förderte von 1907 bis 1961. Sie traf 1960 auf die Grube Heck. und zum „Tagebau Frimmersdorf-Süd“ zusammengeschlossen. Der Braunkohlentagebau „Frimmersdorf-Süd“ wurde 1983 mit „Frimmersdorf-West“ zusammengeschlossen und umbenannt in Tagebau Garzweiler. Anfang 2006 wurde der Tagebau Garzweiler im Anschlussfeld Garzweiler II fortgeführt. Der Tagebau Garzweiler fördert im Dreischichtbetrieb jährlich bis zu 30 Millionen Tonnen, die für die Energiegewinnung genutzt werden, hauptsächlich in den Kraftwerken Neurath und Niederaußem.
Als Abraumhalde entstand in den 1955 bis 1968 die Vollrather Höhe. Eine weitere Halde ist die Neurather Höhe. Die Halde Pielsbusch zwischen Frimmersdorf und der ehemaligen Ortschaft Morken wurde später wieder abgebaut und ebenso wie neu entstehender Abraum zur Auffüllung verwendet.
Im Rhein-Kreis Neuss werden ferner Sande und Kiese für die Bauindustrie gewonnen. Im Liedberg bei Korschenbroich gab es bis 1891 einen untertägigen Abbau von Quarzsand.
Die Geschichte der Braunkohle und ihre Bedeutung für die Stadt Grevenbroich werden in einer Dauerausstellung im Museum der Niederrheinischen Seele gezeigt.

## Liste
| Name               | Stadt-Stadtteil                                       | Beginn    | Ende  | Anmerkungen |
| ------------------ | ----------------------------------------------------- | --------- | ----- | --- |
| Tagebau Garzweiler | Jüchen, Garzweiler; Rhein-Erft-Kreis, Kreis Heinsberg | 1983–1987 | aktiv | entstanden aus dem Zusammenschluss von Frimmersdorf-Süd und Frimmersdorf-West, 2006 erweitert zu Garzweiler II;                                                                       |
| Tagebau Neurath    | Grevenbroich                                          | 1907      | 1960  | Anfangs Grube „Rheingold“, bestehend aus den Feldern „Neurath“, „Der Glückliche Fall“ und „Prinzessin Victoria“; Zusammenschluss mit dem „Tagebau Frimmersdorf“ zu „Frimmersdorf-Süd“ |